# گاونگو

گاونگو شهری در شهرستان گاونگو در استان بازگا در بورکینافاسوی مرکزی است و جمعیت آن ۲۱۸۱ نفر است.